# The Spider's Web (film 1912)
The Spider's Web è un cortometraggio muto del 1912 diretto da Van Dyke Brooke e Maurice Costello. I due registi appaiono anche come attori del film, che ha, tra gli altri interpreti, Earle Williams e Leah Baird.

## Trama
Graham Lawlor, un ricco banchiere coinvolto in un'operazione finanziaria da tre truffatori, viene nominato presidente di una compagnia mineraria fasulla, la Harris, Brennen & Lester. Lawlor vorrebbe che anche suo figlio Trevor, un giovane avvocato praticante, venisse a lavorare per lui come segretario della società. Trevor, però, ben presto comincia a nutrire dei forti sospetti nei confronti dei tre soci. Ma, quando cerca di mettere sull'avviso il padre, non viene creduto e così decide di andarsene, tornando al suo vecchio lavoro.
Lester, uno dei soci, corteggia la stenografa, Brenda Way. Ma quando si stanca di lei, la licenzia senza rimorsi. Intanto la società subisce un crollo e tutta la colpa viene addossata al suo presidente. Lawlor, però, ha dei documenti che provano la sua innocenza. I tre truffatori cercano di mettervi le mani sopra, corrompendo il domestico di Lawlor. Brenda, venuta a chiedere giustizia, si trova nella stanza di Lester e viene a sapere del complotto. Quando Trevor arriva in città, lo avvisa, dicendogli chi è il ladro. Arrestato, il domestico confessa e si mette a collaborare per inchiodare i veri colpevoli che alla fine, vengono arrestati.

## Produzione
Il film fu prodotto dalla Vitagraph Company of America.

## Distribuzione
Distribuito dalla General Film Company, il film - un cortometraggio in una bobina - uscì nelle sale cinematografiche statunitensi il 14 maggio 1912. Nel Regno Unito, venne distribuito l'8 agosto 1912.